# تونه داله
تونه داله (انگلیسی: Tone Dahle؛ زادهٔ ۱۰ اوت ۱۹۴۵) ورزشکار اسکی صحرانوردی اهل نروژ است.